# Africa dei Grandi Laghi
L'Africa dei Grandi Laghi è una regione più politica che geografica che raggruppa quattro paesi:
- Il Burundi
- Il Ruanda
- L'Uganda
- La Repubblica Democratica del Congo (ex-Zaire).

## Geografia
Vedi anche Grandi laghi africani.
A volte questa regione viene confusa con l'Africa Centrale, anche se spesso non identifica gli stessi paesi.
Infatti spesso l'Uganda e talvolta anche il Rwanda ed il Burundi vengono considerati come facente parte dell'Africa orientale, essendo sul confine con questa regione.
Nello stesso tempo il Kenya, che tocca il Lago Vittoria e la Tanzania che tocca il Lago Tanganika, non sono considerati, a torto o a ragione, come facenti parte dell'insieme politico dei grandi laghi, come anche i paesi che circondano il Lago Malawi, ma tutti fanno parte della regione geografica dei Grandi laghi.

## Storia
Vedi anche le voci di ciascun paese.
Il Burundi ed il Ruanda vennero colonizzati prima dalla Germania e poi dal Belgio. L'Uganda lo fu dalla Gran Bretagna e la Repubblica Democratica del Congo prima dal re belga Leopoldo II e poi dal Belgio.
Negli anni sessanta questi paesi ottengono l'indipendenza.
Questi sono i principali avvenimenti successi:
- in Burundi: il massacro del 1972, tre dittature militari fino alle libere elezioni del 1993 e successivo assassinio del presidente eletto Melchior Ndadaye, gli accordi di pace di Arusha del 2000 e l'alternanza Hutu/Tutsi di Pierre Buyoya e Domitien Ndayzeye, l'elezione di Pierre Nkurunziza nell'agosto 2005.
- Nella Repubblica Democratica del Congo: l'assassinio di Patrice Lumumba, la dittatura di Mobutu Sese Seko e la successione dei Kabila, la prima guerra del Congo e la seconda guerra del Congo.
- In Uganda: l'arrivo di Yoweri Museveni dopo le dittature di Milton Obote e di Idi Amin Dada.
- In Ruanda: l'esilio dei Tutsi del 1959, le repubbliche hutu di Grégoire Kayibanda e di Juvénal Habyarimana, il genocidio ruandese del 1994 e il governo di Paul Kagame.

## Politica
Oggi questa regione è molto segnata dal Genocidio ruandese che ha finito di destabilizzarla dopo la lenta caduta del mobutismo in Zaire. La questione degli Interahamwe che ha incancrenito la regione per tanto tempo sembra aver trovato una soluzione.
Gigante geografico e geologico, la Repubblica Democratica del Congo fatica a trovare una dinamica politica che possa trascinare la regione. Numerosi progetti di sviluppo, soprattutto nella produzione energetica, non trovano concretizzazione per assenza d'intesa. L'influenza dell'Uganda e del Rwanda nell'Est del congo è una causa di difficoltà di questo paese, così come quella dei paesi occidentali e delle loro Multinazionali. Il potenziale del Lago Kivu, comune al Congo ed al Rwanda, potrà essere risolto solo se i due paesi troveranno un'intesa. La diplomazia, molto attiva, forse permetterà di trovare una soluzione.
Il Burundi si sforza di trovare una unità nel mosaico di gruppi politici segnati dall'etnismo coloniale, integrato ed inscritto nella costituzione.
Il Ruanda cerca di sfuggire allo stesso problema etnico coloniale del Burundi e l'ha bandito dalla sua costituzione. Mantiene una dinamica certa, sostenuta dagli Stati Uniti d'America, ma frenata dai suoi oppositori, vecchi genocidari o no, che dall'estero sostengono una campagna di comunicazione violenta contro il regime di Paul Kagame, con la simpatia attiva della Francia.
L'Uganda non ha ancora risolto tutti i suoi problemi di unità. Al nord del paese i ribelli sono sempre attivi. Ha ancora una grande influenza sul Rwanda.